# Дні та ночі
«Дні та ночі» («Days and Nights») — американська драматична комедія 2014 року, знята режисером Крістіаном Камарго.

## Сюжет
Безрозсудне бажання призводить до заворушень у День поминання, коли сім'я стикається з тендітною та нестійкою природою кохання.

## У ролях
- Еллісон Дженні — Елізабет
- Марк Райленс — Стівен
- Кеті Голмс — Алекс
- Бен Вішоу — Ерік
- Жан Рено — Луї
- Вільям Герт — Герб
- Черрі Джонс — Мері
- Мікаель Ніквіст — Йохан
- Крістіан Камарго — Пітер
- Джульєтта Райленс — Єва
- Рассел Мінз — «Великий» Джим
- Бріджіт Маккевітт — дівчина в поїзді
- Емерсон Карденас — дитина
- Олівія Карденас — дитина
- Джейн Парк-Стеттнер — дитина з візком
- Деніз де Пасс — дівчина в поїзді
- Бодхі Ліверайт — дитина з візком
- Ананда Ліверайт — дитина з візком

## Знімальна група
- Режисер — Крістіан Камарго
- Сценарист — Крістіан Камарго
- Оператор — Стів Косенс
- Композитор — Клер ван Кампен
- Художник — Томмазо Ортіно
- Продюсери — Сьюзі Девіс, Еріка Гемпсон, Пітер Келлнер, Томас Лайтберн, Стівен Новік, Барбара Ромер, Джульєтта Райленс, Марк Стюарт, Ед Вассалло
- Кастинг-директора — Керрі Барден, Еллісон Естрін, Пол Шні